# Élections législatives comoriennes de 1982
Les élections législatives comoriennes de 1982 ont lieu les 7 et 14 mars 1982  afin de renouveler les membres de l'Assemblée fédérale des Comores après la dissolution de l'Assemblée le 25 janvier 1982 par le Président Ahmed Abdallah. 
38 circonscriptions électorales élisent un député au scrutin majoritaire à deux tours pour un mandat de cinq ans, le candidat devant être élu à la majorité absolue au premier ou deuxième tour. La Grande Comore comprend 18 circonscriptions, Anjouan 15 circonscriptions et Mohéli 5 circonscriptions. Les candidats se présentent à titre indépendant, ne se réclamant d'aucun parti politique. 18 sièges sont remportés dès le premier tour. Au total, 37 des 38 sièges sont remportés par des partisans du régime présidentiel.